# Altösterreich und Neuösterreich

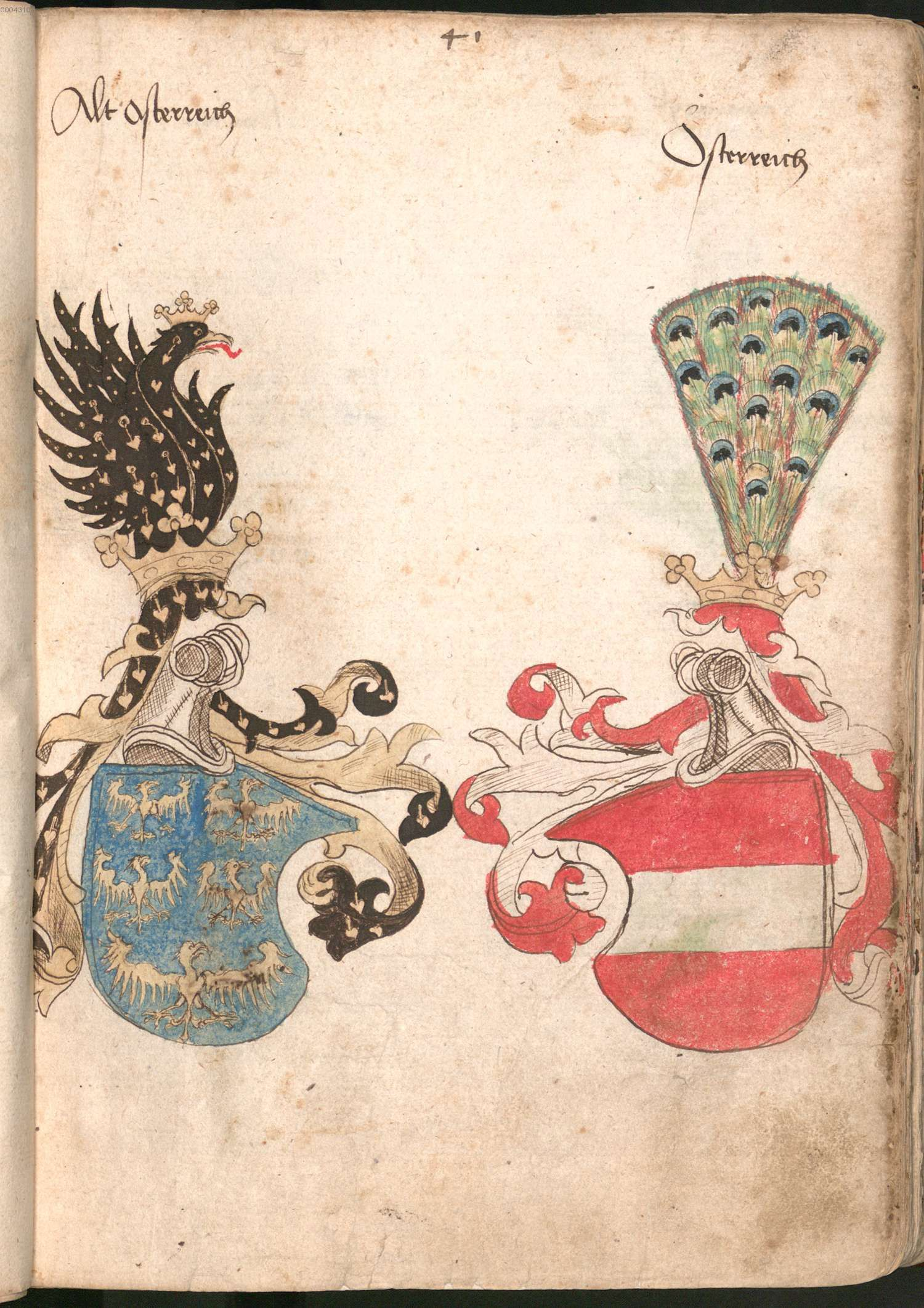
Darstellung von Altösterreich (Lerchenwappen) und Neuösterreich (Bindenschild), aus dem Wernigeroder Wappenbuch, 4. Viertel 15. Jh.

Altösterreich und Neuösterreich sind zwei heraldische Namen für die Wappen des Herzogtums Österreich.

## Geschichte der beiden Begriffe

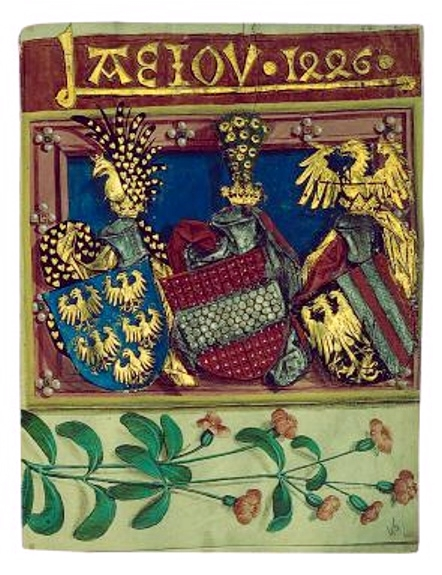
• Altösterreich, im Helmzier ein gekrönter Adler mit Adlerflug, für Österreich unter der Enns Lasislaus’
• Neuösterreich mit dem Pfauenstoß, hier vielleicht für Innerösterreich Friedrichs III./V.
• Adler und Silber-Rot gespalten, Helmkrone: wachsend ein Adler eine Waage im Schnabel, für Österreich ob der Enns Albrechts VI.
darüber das Motto A.E.I.O.V., datiert 1446
(Buchmalerei in der Handregistratur Friedrichs)

Ursprünglich war Altösterreich die Bezeichnung eines Fünfadler-Wappens, das unter Rudolf IV. in der offiziellen Heraldik zum Bindenschild (Rot-Silber-Rot) –  dem von den Babenbergern übernommenen Hauswappen der Habsburger – hinzutrat.
Von Friedrich III. an bis 1918 waren sie Bestandteil aller wesentlichen Wappen Österreichs. Die Bezeichnungen „Altösterreich“ für das Fünfadler-Wappen und „Neuösterreich“ für den Bindenschild erscheinen in Wappenbüchern erstmals um 1430. Sie wurden im heraldischen Sinne bis 1804 gebraucht, als das Fünfadler-Wappen zum Wappen von Österreich unter der Enns wurde.

Althabsburg (Variante seit 1359)

Der Bindenschild tritt zum Wappen Althabsburg, das ist der rote, blau gekrönte, gewaffnete und bezüngte Löwe auf goldenem Grund der Grafschaft Habsburg (in dieser Form seit 1359 unter Albrecht III. mit dem Zopf), wie es sich auch noch im Wappen Habsburg-Lothringen vorne findet.
Die Adler in Altösterreich waren immer Gold, der Schild war wechselnd in Schwarz oder Blau gehalten. Die Anzahl der Adler schwankt, bis sich die Zahl Fünf für die Erblande Österreich ob und unter der Enns, Steiermark, Kärnten, Krain und die Windische Mark, oder aber Niederösterreich, Innerösterreich, Oberösterreich und Vorderösterreich sowie das Amt des Reichserzjägermeisters, in der Zeit Rudolfs IV. des Stifters einbürgert (Ähnliches etwa bei der französischen Lilie, der Fleur-de-Lys, deren Zahl mit den jeweiligen Territorien schwankt und bis hin zu besätem Feld geht, und erst in den 1320er Jahren von Karl IV. auf drei festgesetzt wird).

Niederösterreich

Diese Deutung verfestigte sich, als 14. und 15. Jahrhunderts die alten habsburgischen Stammlande (Habsburg, Kyburg und andere) an die Eidgenossenschaft verloren gingen. In den habsburgischen Erbteilungen kamen die Gebiete, für die die fünf Adler standen  – trotz des anders lautenden Hausvertrags Rudolfs des Stifters (Rudolfinische Hausordnung 1364) – zeitweise in getrennte Hand. Erst unter Maximilian I. – Friedrichs III. Sohn – wurde das damalige Österreich nach 1490 wieder unter gemeinsame Krone gestellt.
Am Ende des 15. Jahrhunderts deuteten einige Historiographen das Fünfadler-Wappen als „Lerchenwappen“., dieser Name ist gelegentlich auch heute noch in Gebrauch. 
Die Wappen Neu- und Altösterreichs blieben bis 1804 Wappen des Hauses Österreich – so nennt man den Bindenschild dann in Neuzeit auch das „Wappen Haus Österreich“ – und des Landes unter der Enns. Seit 1804 waren die fünf Adler das Wappen des Erzherzogtums Österreich unter der Enns (Niederösterreichs). Der andere Bestandteil des eigentlichen Herzogtums Österreich, nämlich Österreich ob der Enns (Oberösterreich), hatte seit Beginn der Neuzeit ein eigenes Wappen (goldener Adler in Schwarz und silber-rot gespalten), und galt zu dieser Zeit schon als unabhängiges Kronland und dann auch Erzherzogtum.
Bis 1918 war der Schild Niederösterreichs mit dem Erzherzogshut gekrönt. Heute steht das Fünfadlerwappen – auf blauem Grund – für das Bundesland Niederösterreich, der Bindenschild liegt als Brustschild auf dem Bundesadler, dem Staatswappen Österreichs.
Der Ausdruck Altösterreich wurde kulturgeschichtlich nach 1804/06, 1867 und 1918 sukzessive auf das Kaisertum Österreich. die Österreichisch-Ungarische Doppelmonarchie, deren Reichsteil Cisleithanien, oder auf die deutschösterreichischen Gebiete umgemünzt.

## Zeitgenössische Abbildungen

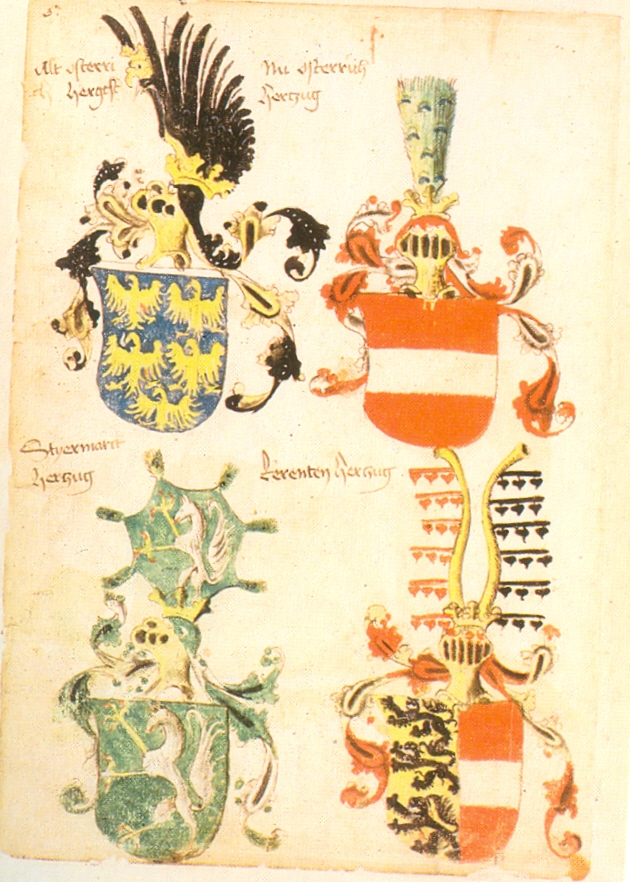
Alt Osterri/ch hergest // Nu Osterrich/Hertzug; Herzog Albrecht VI. im Ingeram Codex 1459
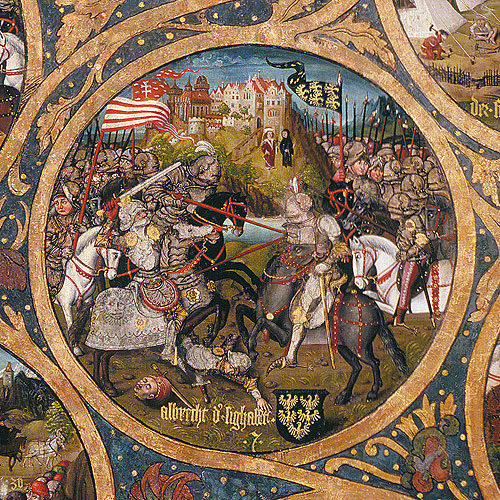
Adalbert der Siegreiche (um 985–1055) im Kampf gegen die Magyaren, Wappen und Standarte, Babenberger-Stammbaum, um 1490
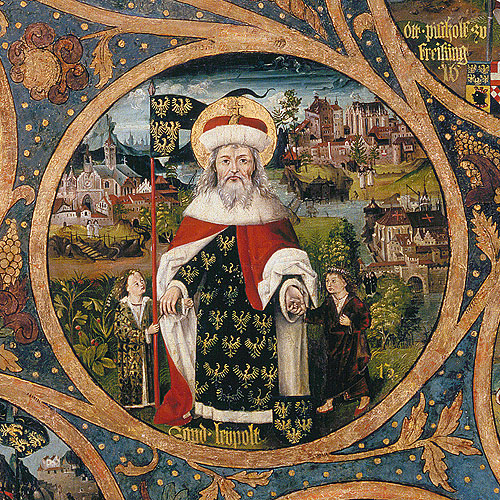
Leopold der Heilige (1095–1136) vor Klosterneuburg im Adler-Ornat, Babenberger-Stammbaum, um 1490
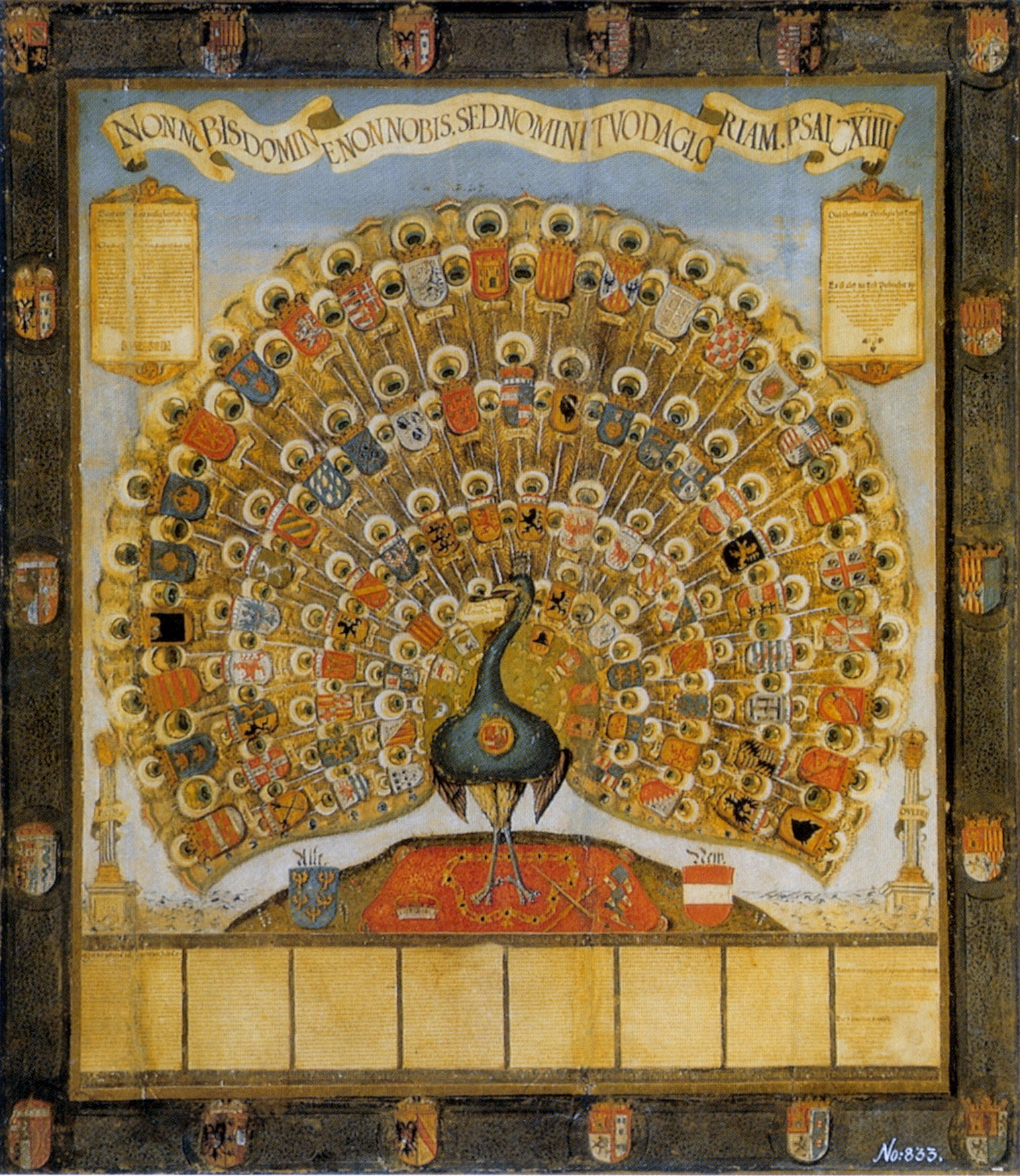
Habsburger Pfau mit den beiden Wappen, Augsburg 1555